# ラメント
ラメント（英語：lament, またはlamentation, ラメンテーション、フランス語およびドイツ語：Lamento、イタリア語：lamentazione, ラメンタツィオーネ）とは、嘆き、遺憾、哀悼を表した詩や歌、楽曲。日本語では哀歌（あいか）、嘆き歌（なげきうた）、悲歌（ひか）、挽歌（ばんか）と訳される。

## 文学のラメント
ラメントは古くからあり、『イーリアス』、『オデュッセイア』、『ベーオウルフ』、ヒンドゥー（Hindu）のヴェーダ、それに『ウル市滅亡哀歌』などのメソポタミアの都市のラメントやユダヤ教のタナハ（旧約聖書）を含む古代中東（Ancient Near East）の宗教的テキストの中にも登場する。古代・近代を問わず、多くの口承の中では、ラメントは普通女性によって演じられるジャンルだった。
「lamentation（哀歌）」という語は旧約聖書の『Lamentations of Jeremiah（エレミアの哀歌）』の短い書名として使われる。芸術においては、「キリストの哀悼（Lamentation of Christ）」は「キリストの生涯（Life of Christ）」からのよくあるテーマで、磔刑後、人々に悼まれるキリストの遺骸を描いたものである。

## 音楽のラメント
音楽で、ラメントは悲しみの歌を指す。記録に残っているもので最古のものは13世紀の作者不詳のエスタンピー『トリスタンの哀歌（Lamento di Tristano）』である。
クラシック音楽には、『エレミアの哀歌』をテキスト使用または題材にした曲が多くある。主のものは以下の通り。
- トマス・タリス『エレミアの哀歌』
- ジョヴァンニ・ダ・パレストリーナ『エレミアの哀歌』第1巻〜第4巻
- オルランド・ディ・ラッソ『預言者エレミアの哀歌』
- エミリオ・デ・カヴァリエーリ『エレミアの哀歌』
- マルカントワーヌ・シャルパンティエ『ルソン・ド・テネブレ』
- フランソワ・クープラン『ルソン・ド・テネブレ』
- フランツ・ヨーゼフ・ハイドン『交響曲第26番"ラメンタツィオーネ"』
- シャルル・グノー『ガリア』
- イーゴリ・ストラヴィンスキー『トレニ－予言者エレミアの哀歌』
- アルベルト・ヒナステラ『エレミアの哀歌』

他には、次のような曲がある。
- ギヨーム・デュファイ『コンスタンチノープル教会の聖母の嘆き（Lamentatio Sanctae Matris Ecclesiae Constantinopolitanae）』
- ジョン・ダウランド『Mr. Henry Noell Lamentations』
- マルカントワーヌ・シャルパンティエ『In Obitum Augustissimae Nec Non Piissimae Gallorum Reginae Lamentum』 - マリー・テレーズ・ドートリッシュへのラメント。
- ガエターノ・ドニゼッティ『Lamento in morte di V.Bellini』 - ヴィンチェンツォ・ベッリーニへのラメント。
- エマニュエル・シャブリエ『悲歌（Lamento）』
- アンリ・デュパルク『ラメント（Lamento）』 - テキスト：テオフィル・ゴーティエ。
- レオポルド・ゴドフスキー『Lament』（『トリアコンタメロン』の中の1曲）
- シリル・スコット『Lamentation』 - 作詞：スコット。
- グスターヴ・ホルスト『David's Lament for Jonathan』
- ドミートリイ・ショスタコーヴィチ『Lament for a Dead Infant』（『ユダヤの民族詩より』の1曲）
- ソフィア・グバイドゥーリナ『ラメント（Lamento）』
- ギヤ・カンチェリ『ラメント"哀歌"（Lament）』 - ルイジ・ノーノへのラメント。
- ヴォイチェフ・キラール『ラメント』
- 廣瀬量平『五つのラメント』
- 西村朗『ラメント』
- 亜沙『吉原ラメント』
- Chinozo『カナリヤラメント』

17世紀になって、クラウディオ・モンテヴェルディの『アリアンナの嘆き（Lamento d'Arianna）』（1608年）、『ニンフの嘆き（Lamento della Ninfa）』（1638年）で「ラメント・バス（Lamento bass）」という楽式が生まれた。「a-g-f-e」あるいは「a-gis-g-fis-f-e」と音階が全音階または半音階ずつ完全4度まで下がってゆくものである。オスティナートとしてはとくに珍しいものではなく、たとえば、ヘンリー・パーセルの『ディドとエネアス』のアリア『ディドの嘆き』や、J・S・バッハの『ミサ曲 ロ短調』の『クルシフィクス（十字架につけられ）』、モーツァルトの『大ミサ曲』などに使われている。
他に、グレート・ハイランド・バグパイプのためのピーブロホク（Pìobaireachd）の形式にも「ラメント（lament）」と呼ばれるものがある。